# بیبراخ (بادن)
بیبراخ (به آلمانی: Biberach) یک شهر در آلمان است که در ارتناوکرایس واقع شده‌است.